# Скапин, Иления
Иления Скапин (итал. Ylenia Scapin; 8 января 1975, Больцано) — итальянская дзюдоистка полусредней, средней и полутяжёлой весовых категорий, выступала за сборную Италии в середине 1990-х — конце 2000-х годов. Бронзовая призёрка летних Олимпийских игр в Атланте и Сиднее, обладательница трёх бронзовых медалей чемпионатов мира, чемпионка Европы, 13-кратная чемпионка Италии, победительница многих турниров национального и международного значения.

## Биография
Иления Скапин родилась 8 января 1975 года в городе Больцано. Активно заниматься дзюдо начала с раннего детства, проходила подготовку в клубе Judo Club Ken Otani Bolzano у тренера Эмануэле Салонии и в Риме в армейском спортивном клубе G.S. Fiamme Gialle под руководством тренера Феличе Марьяни. В 1991 году выиграла I Европейские юношеские Олимпийские дни в тяжёлой весовой категории.
Первого серьёзного успеха на взрослом международном уровне добилась в 1996 году, когда попала в основной состав итальянской национальной сборной и благодаря череде удачных выступлений удостоилась права защищать честь страны на летних Олимпийских играх в Атланте. Единственное поражение потерпела здесь на стадии четвертьфиналов от представительницы Украины Татьяны Беляевой и завоевала тем самым бронзовую олимпийскую медаль в полутяжёлой весовой категории.
В 1998 году Скапин побывала на чемпионате Европы в испанском Овьедо, откуда привезла награду бронзового достоинства, выигранную в зачёте полутяжёлого веса. Год спустя на европейском первенстве в Братиславе стала серебряной призёркой, уступив в финале бельгийке Улле Вербрук, тогда как на мировом первенстве в Бирмингеме получила бронзу.
На чемпионате Европы 2000 года в польском Вроцлаве заняла третье место. Будучи в числе лидеров дзюдоистской команды Италии, благополучно прошла квалификацию на Олимпийские игры в Сиднее. Выиграла здесь стартовый поединок, но во втором потерпела поражение от предыдущей олимпийской чемпионки Чо Мин Сон. В утешительных встречах за третье место взяла верх над всеми тремя соперницами, в том числе над россиянкой Юлией Кузиной, и вновь выиграла бронзовую олимпийскую медаль.
В 2001 году на европейском первенстве в Париже Скапин получила бронзу в средней весовой категории. Через два года добавила в послужной список бронзовые награды, выигранные на чемпионате Европы в немецком Дюссельдорфе и на чемпионате мира в японской Осаке. Представляла страну на Олимпийских играх 2004 года в Афинах, однако на сей раз в число призёров попасть не смогла — уже в стартовом матче проиграла кореянке Хон Ок Сон.
После афинской Олимпиады Иления Скапин осталась в основном составе итальянской национальной сборной на ещё один олимпийский цикл и продолжила принимать участие в крупнейших международных турнирах. Так, в 2005 году она дошла до финала на чемпионате Европы в Роттердаме, где в решающем поединке потерпела поражение от голландки Эдит Босх. В следующем сезоне на аналогичных соревнованиях в финском Тампере взяла бронзу. Ещё через год на чемпионате мира в Рио-де-Жанейро в очередной раз стала бронзовой призёршей.
В 2008 году в возрасте 33 лет Скапин одержала победу на чемпионате Европы в Лиссабоне, став самой возрастной дзюдоисткой, когда-либо побеждавшей на европейских первенствах. Позже отправилась на Олимпийские игры в Пекин — выиграла здесь первый поединок, но в четвертьфинале была побеждена кубинкой Анайси Эрнандес. В утешительных встречах проиграла кубинке Юри Альвеар и лишилась тем самым всяких шансов на попадание в число призёров. Вскоре по окончании этих соревнований в связи с беременностью приняла решение завершить карьеру профессиональной спортсменки, уступив место в сборной молодым итальянским дзюдоисткам.
В настоящее время является сотрудником финансовой гвардии, занимается тренерской работой в родном клубе, самая известная ученица — Элис Белланди. Замужем за дзюдоистом Роберто Мелони.
Кавалер ордена «За заслуги перед Итальянской Республикой» (2000).